# Közbeszerzési törvény
A közbeszerzési törvény (röviden: Kbt.) az Országgyűlés által alkotott olyan jogszabály, mely a közbeszerzés legfontosabb elveit, szabályait és intézményeit állapítja meg. Magyarországon 1995-ben alkották meg az első egységes közbeszerzési törvényt, majd 2003-ban, 2011-ben és 2015-ben születtek ilyen jogszabályok.
A közbeszerzés jogállam és piacgazdaság keretei között létező intézmény. A törvényi szabályozás elsődleges célja, hogy biztosítsa az állami és önkormányzati beszerzések átláthatóságát és hatékonyságát, a piaci verseny tisztaságát, a magyar gazdaság érdekeinek lehetőség szerinti érvényesítését, továbbá a nemzetközi (Európai Uniós) jogharmonizációs kötelezettségek teljesítését.

## Története

### 1949-ig
A közbeszerzési jog első elemei már a 19. században megjelentek a magyar jogban, a második világháború előtt közszállításnak nevezték az intézményt. Első hazai csírája a Baross Gábor miniszter által megalkotott, nagy hatású Közszállítási Szabályzat volt, melyet 1891-ben léptettek hatályba. A szabályzat rendelkezett a nyilvános versenytárgyalások kiírásáról és feltételeiről, s megtiltotta a legalacsonyabb ár automatikus elfogadását, azaz a szerződés elnyerését minőségi és más feltételekhez kötötte.
Az első jogegységesítő törekvések az 1934/50.000 K. M. sz. rendeletben jelentek meg. Ez a jogszabály rendszerezte és egységesen kezelte a közszállítás előírásait, melyek addig a legkülönfélébb jogszabályokban, intézkedésekben és szabályzatokban jelentek meg.

### 1949-1990 között
A szocializmus idején a közbeszerzési jognak nem volt létjogosultsága. A vállalatok tulajdonosai nem a piaci szereplők, hanem az állam maga volt. Az állami vállalatok között nem volt verseny, s az állami és tanácsi beszerzések átláthatóságának a biztosítására sem volt szükség. A szocializmus körülményei között az állami költségvetés hatékonysága sem volt elsődleges.

### 1995 után
Korszerű közbeszerzési törvény megalkotására csak a rendszerváltás után, a piacgazdaság kiépülésével párhuzamosan mutatkozott igény. Hozzájárult ehhez, hogy Magyarország az integrációs törekvései megvalósítása érdekében az Európai Megállapodásnak nevezett nemzetközi szerződésben kötelezettséget vállalt a közbeszerzési jog hazai megteremtésére. Az új törvény szabályozásának elveit, koncepcióját az 1100/1994. (XI. 2.) Korm. határozat állapította meg.
A 2003. évi jogalkotás elsődleges célja az volt, hogy az Európai Unióhoz történő csatlakozásig, 2004. január 1-jéig megteremtse az európai közösségi közbeszerzési joggal teljesen összeegyeztethető magyar szabályozást. Ekkor jelent meg közbeszerzési jogunkban a környezetvédelem és az elektronikus közbeszerzés (elektronikus hirdetménykezelés) kérdése.
A 2011. évi szabályozás azt célozta, hogy a gyakori módosítások miatt bonyolulttá és átláthatatlanná vált régi törvényt felváltsák egy új, egyszerűbb, rövidebb és könnyebben átlátható jogszabállyal. A törvényalkotás során az Európai Unió közbeszerzési irányelveit, az irányelvi rendelkezések értelmezését adó európai bírósági ítéleteket is figyelembe vették, s a jogszabály előkészítésekor egy tíz uniós tagállami közbeszerzési törvényt (rendeletet) felhasználó jogösszehasonlító munkát is elvégeztek.
A 2015-ös jogalkotást a jogharmonizációs kötelezettség tette szükségessé. Az uniós jogalkotó 2014-ben három új közbeszerzésre vonatkozó irányelvet fogadott el, melyeket a tagállamoknak 2016. április 18-ig, az elektronikus közbeszerzésre vonatkozó egyes részeket 2017. április 18-ig, valamennyi ajánlatkérő szervezetre vonatkozóan pedig 2018. október 18. napjáig kellett átültetniük saját jogukba. A kodifikációs munkával a magyar jogalkotó készült el leghamarább, az új Kbt. már 2015 novemberében hatályba lépett. Az új szabályozási rendszer alapját a következő uniós jogszabályok adják:
| Tárgy                               | Régi irányelv       | Új irányelv |
| ----------------------------------- | ------------------- | --- |
| Klasszikus ajánlatkérők beszerzései | 2004/18/EK irányelv | 2014/24/EU irányelv |
| Közszolgáltatók beszerzései         | 2004/17/EK irányelv | 2014/25/EU irányelv |
| Koncessziós szerződések             |                     | 2014/23/EU irányelv (új szabályozás)                                                                                    |
| Közbeszerzési jogorvoslatok         |                     | a 2007/66/EK irányelvvel módosított 89/665/EGK és 92/13/EGK irányelvek (továbbra is a régi szabályokat kell alkalmazni) |

## Tartalma
A közbeszerzési törvények az alábbi főbb kérdéseket szabályozzák:
- a közbeszerzési törvény céljai, alapelvei és alapfogalmai (általános és értelmező rendelkezések)
- a közbeszerzési törvényt mely szervezeteknek és mely beszerzések esetén kell alkalmazni (hatály)
- a közbeszerzés területén működő jogalkalmazó, joggyakorlat-fejlesztő és érdekképviseleti szervek létrehozása (pl. Közbeszerzési Hatóság, Közbeszerzési Döntőbizottság és Tanács)
- a közbeszerzési eljárások fajtáinak (pl. nyílt, meghívásos vagy tárgyalásos eljárás) és a lebonyolításuk módjának a meghatározása (hirdetmények, ajánlatok, bontás, szerződéskötés)
- a közbeszerzéssel kapcsolatos jogorvoslat (eljárási szabályok és jogkövetkezmények) és a bírói felülvizsgálat lehetőségének megteremtése

A közbeszerzési törvények szigorú, kógens jellegű szabályokat tartalmaznak. Szabályaiktól csak akkor lehet eltérni, ha ezt a törvény kifejezetten megengedi.

## Közbeszerzési törvények
A magyar közbeszerzési törvények 1995-től:
- 1995. évi XL. törvény a közbeszerzésekről (hatály: 1995. november 1. – 2004. május 1.)
- 2003. évi CXXIX. törvény a közbeszerzésekről (hatály: 2004. május 1. – 2012. január 1.)
- 2011. évi CVIII. törvény a közbeszerzésekről (hatály: 2011. augusztus 21. – 2015. november 1.)
- 2015. évi CXLIII. törvény a közbeszerzésekről (hatály: 2015. november 1. –)

## Kapcsolódó jog
- A közbeszerzésekről szóló 2015. évi CXLIII. törvény. Wolters Kluwer, net.jogtar.hu. (Hozzáférés: 2019. március 8.)
- AZ EURÓPAI PARLAMENT ÉS A TANÁCS 2014/24/EU IRÁNYELVE (2014. február 26.) a közbeszerzésről és a 2004/18/EK irányelv hatályon kívül helyezéséről. EUR-Lex. (Hozzáférés: 2019. március 8.)
- AZ EURÓPAI PARLAMENT ÉS A TANÁCS 2014/25/EU IRÁNYELVE (2014. február 26.) a vízügyi, energiaipari, közlekedési és postai szolgáltatási ágazatban működő ajánlatkérők beszerzéseiről és a 2004/17/EK irányelv hatályon kívül helyezéséről. EUR-Lex. (Hozzáférés: 2019. március 8.)
- AZ EURÓPAI PARLAMENT ÉS A TANÁCS 2014/23/EU IRÁNYELVE (2014. február 26.) a koncessziós szerződésekről. EUR-Lex. (Hozzáférés: 2019. március 8.)

## Kapcsolódó irodalom
- A közbeszerzésekről szóló 2015. évi CXLIII. törvény kommentárja. Budapest: Magyar Közlöny Lap- és Könyvkiadó Kft. (2019). ISBN ISBN 978-615-5710-65-0

- szerk.: Dezső Attila: Kommentár a közbeszerzésekről szóló 2015. évi CXLIII. törvényhez. Budapest: Wolters Kluwer, (2016)